# Малыхин, Игорь Васильевич
Игорь Васильевич Малыхин (род. 6 июня 1969, Харьков) — советский и российский хоккеист, защитник.

## Биография
Начали заниматься хоккеем в 12 лет в Харькове. Играл в юношеской, молодежной командах. Сезон 1986/87 отыграл в местной команде первой лиги в местном «Динамо». В 1987 году Малыхина приглашали московские клубы ЦСКА и «Динамо». Суд между ними длился несколько месяцев, и Малыхин оказался в ЦСКА, где отыграл пять сезонов.
На драфте НХЛ 1991 года был выбран в 7-м раунде под общим 142-м номером клубом «Детройт Ред Уингз». Летом 1992 года, выступая за «Крылья Советов» в четырех выставочных матчах, набрал 4 (1+3) очка. Сезон 1992/93 провёл в фарм-клуб «Ред Уингз» команде AHL «Адирондак Ред Уингз». Главный тренер «Детройт Ред Уингз» Брайан Мюррей собирался взять Малыхина в следующем сезоне в команду, но после вылета «Детройта» в первом раунде плей-офф был уволен. Малыхин стал свободным агентом. Играл в командах IHL «Форт-Уэйн Кометс» (1993/94 — 1994/95), «Детройт Вайперз» (1994/95), «Лас-Вегас Тандер» (1995/96), в CoHL за «Детройт Фэлконс» (1995/96). В 1994 году в «Детройт Вайперз» в последнюю неделю тренировочного лагеря сломал ногу и восстанавливался более полугода. Играл в чемпионате Финляндии за «КалПа» (1996/97) и в чемпионате Германии за «Кассель Хаскис» (1997/98). Сезон-1998/99 начал в «Торпедо» Ярославль, но вскоре из-за финансового кризиса покинул клуб. Играл в UHL за «Маскигон Фьюри» (1998/99) и «Форт-Уэйн Кометс» (1999/2000 — 2000/01) и в ECHL за «Толидо Сторм» (1999/2000). Вернувшись в Россию, в сезоне 2001/02 был в составе СКА СПб. В следующем сезоне играл за «Крылья Советов» и ТХК Тверь, после чего завершил карьеру.
Участник чемпионата Европы среди юниорских команд 1986, бронзовый призёр чемпионата Европы среди юниорских команд 1987. Серебряный призёр чемпионата мира среди молодёжных команд 1988, победитель чемпионата мира среди молодёжных команд 1989.